# Glikoholna kislina
Glikoholna kislina je žolčna kislina, ki v jetrih nastane s konjugacijo holne kisline z glicinom in ki se v obliki natrijeve soli izloča z žolčem v tanko črevo. V črevesju je pomembna pri prebavi maščob, in sicer omogoči njihovo emulzifikacijo in absorpcijo.